# 蔡文仲
蔡文仲（1910年10月12日—1971年2月12日），中國共產黨黨員，江蘇布政使司揚州府東台縣人，中國漁業公司黨部幹事，因受史與為案牽連被判處死刑，1971年2月12日槍決於台北。

## 生平
蔡文仲，1910年生，大清江蘇省江蘇布政使司揚州府東台縣栟茶人，1937年蔡文仲參加三民主義青年團，並在國民黨的地方部隊任政工人員。1940年新四軍一師進駐栟茶，在東台縣建立抗日民主政府，司令部設在史與為家，蔡文仲受栟茶小學校長何晴波之邀，擔任該校教員。
1941年蔡文仲受何晴波介紹加入中國共產黨，1944年經共產黨黨組織安排，打入國民政府政府機關，與史與為從事地下活動蒐集情報。
1946年6月，戰後蔡文仲在南通南大街與新四軍幹部李承緒共同經營新生五洋店，負責地下聯絡站，上線是宋日昌（解放後任上海市副市長）。因涉嫌地下黨活動，蔡文仲被駐南通的國軍102旅49師政治部關押，45天后經組織營救被保釋。繼續租用南通大戲園子作活動場地，變賣祖產作活動經費。以金條資助姚友華的兄弟去香港，與姚鈞（華東局駐香港辦事處工作人員）匯合。1947年蔡文仲隨解放軍南下，1948年底到上海。
1949年5月，蔡文仲受中共華東局派遣赴台發展組織，喬裝成散兵從上海虯江碼頭登船前往臺灣。抵台後由友人安排在中國漁業公司工作，任國民黨中漁公司黨部幹事。1949年9月史與為與妻子繆瑞凝（冒用李秉琳身份），從舟山定海搭乘軍艦來台灣。史與為透過郭子猷介紹進入調查局工作。
1958年調查局以郭子猷涉有匪嫌而將郭子猷逮捕，史與為設法庇護，使調查局將郭子猷的匪嫌案註銷。1964年史與為調為司法行政部調查局薦任七級專員，4月間調查局在偵辦“繆礦珍匪嫌案”時，林希鵬偶然發現史與為「在其家鄉陷匪期間有為匪工作情事」而展開調查，蔡文仲與郭子猷、郭子淵、蔡竹安、徐紫亭、張芫芬，隨著史與為入獄，六人先後被捕並判處死刑。1971年2月12日，蔡文仲與蔡竹安、徐紫亭、張芫芬一同槍決於台北。

## 紀念
趙鵬山是史與為的姊夫，介紹史與為加入中國共產黨，輾轉的得知史與為遇害的事，將史與為與蔡文仲等眾人在大陸入黨與潛伏台灣的情形告知女兒趙衛平，向國家申請追認烈士，如東縣志將七位烈士事蹟記入史冊之中。
2013年10月 北京西山國家森林公園的無名英雄廣場上立有無名英雄紀念碑，為紀念來台灣在1950年代被處決「隱避戰線烈士」而設立，蔡文仲銘刻於紀念碑上。

## 平反
2019年5月30日，促進轉型正義委員會第四批平反，依據促轉會第23次、第24次、第26次委員會議決議，撤銷受難者徐維琛君等2006人之刑事有罪判決暨其刑，其中(57)更字第 15 號及(59)勁需字第 5325 號，有關蔡文仲意圖以非法之方法顛覆政府而著手實行之有罪判決暨其刑及沒收之宣告正式撤銷。